# Liste der denkmalgeschützten Objekte in Krompachy
Die Liste der denkmalgeschützten Objekte in Krompachy enthält die 17 nach slowakischen Denkmalschutzvorschriften geschützten Objekte in der Gemeinde Krompachy im Okres Spišská Nová Ves.

## Denkmäler
| Foto |                 | Denkmal / č. ÚZPF                                | Standort / Konskr. Nr.                                         | Offizielle Beschreibung                          | Beschreibung                                                           | Metadaten                                                                 |
| ---- | --------------- | ------------------------------------------------ | -------------------------------------------------------------- | ------------------------------------------------ | ---------------------------------------------------------------------- | ------------------------------------------------------------------------- |
|      | Datei hochladen | Grab mit Grabstein(sk) ObjektID: 810-1599/0      | KG: Krompachy Konskr.Nr.:                                      | krompašská vzbura; 1921                          |                                                                        | č. NKP: 810-1599/0 Stand des NKP: 2012-02-08 Name: HROB S NÁHROBNÍKOM     |
| ja   | Datei hochladen | Denkmal(sk) ObjektID: 810-1600/0                 | Standort KG: Krompachy Konskr.Nr.:                             | padlí I.sv.v.                                    | Denkmal für die Gefallenen des Ersten Weltkrieges                      | č. NKP: 810-1600/0 Stand des NKP: 2012-02-08 Name: POMNÍK                 |
|      | Datei hochladen | Grab mit Grabstein(sk) ObjektID: 810-1601/0      | KG: Krompachy Konskr.Nr.:                                      | Tetmajer K.P.; 1865-1940,básnik,dramatik         | Grab des polnischen Dramatikers Kazimierz Przerwa-Tetmajer (1865-1940) | č. NKP: 810-1601/0 Stand des NKP: 2012-02-08 Name: HROB S NÁHROBNÍKOM     |
| ja   | Datei hochladen | Gießerei(sk) ObjektID: 810-2354/0                | 10 KG: Krompachy Konskr.Nr.: 611                               | solitér; stará zlieváreň                         | alte Gießerei                                                          | č. NKP: 810-2354/0 Stand des NKP: 2012-02-08 Name: ZLIEVÁREŇ              |
| ja   | Datei hochladen | Kraftwerk(sk) ObjektID: 810-4439/1               | 11 Standort KG: Krompachy Konskr.Nr.: 609                      | vodná; malá vodná elektráreň                     | Wasserkraftwerk                                                        | č. NKP: 810-4439/1 Stand des NKP: 2012-02-08 Name: ELEKTRÁREŇ             |
| ja   | Datei hochladen | Gedenkstätte(sk) ObjektID: 810-1598/1            | Družstevná ul. 4 Standort KG: Krompachy Konskr.Nr.: 534        | vzbura 1921                                      |                                                                        | č. NKP: 810-1598/1 Stand des NKP: 2012-02-08 Name: PRIESTOR PAMÄTNÝ       |
| ja   | Datei hochladen | Verwaltungsgebäudes(sk) ObjektID: 810-1598/2     | Družstevná ul. 4 Standort KG: Krompachy Konskr.Nr.: 534        | vzbura 1921; Býv.správna budova                  |                                                                        | č. NKP: 810-1598/2 Stand des NKP: 2012-02-08 Name: BUDOVA ADMINISTRATÍVNA |
| ja   | Datei hochladen | Gedenkstätte(sk) ObjektID: 810-1598/3            | Družstevná ul. 4 Standort KG: Krompachy Konskr.Nr.: 534        | vzbura 1921; pamätník obetiam vzbury             |                                                                        | č. NKP: 810-1598/3 Stand des NKP: 2012-02-08 Name: PAMÄTNÍK               |
| ja   | Datei hochladen | Kirche(sk) ObjektID: 810-663/0                   | Slobody nám. 15 Standort KG: Krompachy Konskr.Nr.: 106         | r.k.sv.Jána Evanjelistu; kostol sv.Jána apoštola | römisch-katholische Kirche St. Johannes der Evangelist                 | č. NKP: 810-663/0 Stand des NKP: 2012-02-08 Name: KOSTOL                  |
| ja   | Datei hochladen | Sockel(sk) ObjektID: 810-1263/1                  | Slobody nám. Standort KG: Krompachy Konskr.Nr.:                | travertínový,hranolový                           | Travertinsockel                                                        | č. NKP: 810-1263/1 Stand des NKP: 2012-02-08 Name: PODSTAVEC              |
| ja   | Datei hochladen | Kreuz mit Korpus(sk) ObjektID: 810-1263/2        | Slobody nám. Standort KG: Krompachy Konskr.Nr.:                | Ukrižovaný Kristus; socha Krista na kríži        | Statue Jesus am Kreuz                                                  | č. NKP: 810-1263/2 Stand des NKP: 2012-02-08 Name: KRÍŽ S KORPUSOM        |
| ja   | Datei hochladen | denkmalgeschütztes Haus(sk) ObjektID: 810-1602/1 | Slobody nám. 18 Standort KG: Krompachy Konskr.Nr.: 94          | Slovenský Janko; 1856-1900,redaktor,novinár      | Gedenkstätte zu Ehren des slowakischen Schriftstellers Janko Slovenský | č. NKP: 810-1602/1 Stand des NKP: 2012-02-08 Name: DOM PAMÄTNÝ            |
| ja   | Datei hochladen | Gedenktafel(sk) ObjektID: 810-1602/2             | Slobody nám. 18 Standort KG: Krompachy Konskr.Nr.: 94          | Slovenský Janko; 1856-1900,novinár,redakt.       | Gedenktafel an Slovenský                                               | č. NKP: 810-1602/2 Stand des NKP: 2012-02-08 Name: TABUĽA PAMÄTNÁ         |
| ja   | Datei hochladen | denkmalgeschütztes Haus(sk) ObjektID: 810-2355/1 | Šprinca Mikuláša ul. 23 Standort KG: Krompachy Konskr.Nr.: 104 | Barč Ivan J.; 1909-1953,dramatik,spisovateľ      | Gedenkstätte an den slowakischen Dramatiker Július Barč-Ivan           | č. NKP: 810-2355/1 Stand des NKP: 2012-02-08 Name: DOM PAMÄTNÝ            |
| ja   | Datei hochladen | Gedenktafel(sk) ObjektID: 810-2355/2             | Šprinca Mikuláša ul. 23 Standort KG: Krompachy Konskr.Nr.: 104 | Barč Ivan J.; 1909-1953,dramatik,spisovateľ      | Gedenktafel an Barč-Ivan                                               | č. NKP: 810-2355/2 Stand des NKP: 2012-02-08 Name: TABUĽA PAMÄTNÁ         |
| ja   | Datei hochladen | Schloss(sk) ObjektID: 810-662/0                  | Zemanská ul. 1 Standort KG: Krompachy Konskr.Nr.: 195          | Csákyovský kaštieľ                               | Herrenhaus Csáky                                                       | č. NKP: 810-662/0 Stand des NKP: 2012-02-08 Name: KAŠTIEĽ                 |

## Legende
Die Tabelle enthält im Einzelnen folgende Informationen:
| Foto:                    | Fotografie des Denkmals. |
| Denkmal / č. ÚZPF:       | Die Übersetzung der Bezeichnung des Denkmals, wie sie vom Slowakischen Denkmalamt (Pamiatkový úrad Slovenskej republiky) verwendet wird. Die Originalbezeichnung ist unter dem Fragezeichen angegeben. Fehlt die Übersetzung, so wird die Originalbezeichnung direkt angezeigt. Weiters ist die Objekt-Identifikationsnummer (Objekt ID) angeführt. Sie ist die offizielle, in der Slowakei eindeutige Nummer č. ÚZPF inklusive der zugehörigen Zählnummer, wie sie in den Daten des Denkmalamtes angegeben wird. Da diese nur innerhalb eines Landkreises gezählt wird, ist dessen Nummer der Denkmalnummer vorangestellt. |
| Standort:                | Wenn in der Liste vorhanden, ist die Adresse angegeben. In Klammern kann sich noch eine zusätzliche Adresse befinden, wenn es beispielsweise ein Eckhaus ist. Bei freistehenden Objekten ohne Adresse (zum Beispiel bei Bildstöcken) ist eine Adresse angegeben, die in der Nähe des Objekts liegt. Durch Aufruf des Links Standort wird die Lage des Denkmals in verschiedenen Kartenprojekten angezeigt. Darunter sind die Katastralgemeinde (KG) und, wenn vorhanden, die Konskriptionsnummer (Konskr. Nr.) angegeben.                                                                                                   |
| Offizielle Beschreibung: | Es ist die Kurzbeschreibung auf Slowakisch, wie sie in den offiziellen Listen angegeben ist, eingetragen. |
| Beschreibung:            | Kurze Angaben zum Denkmal auf Deutsch. |
| Metadaten:               | Zusätzlich werden, wenn in den persönlichen Einstellungen das Helferlein Dauerhaftes Einblenden von Metadaten aktiviert ist, ebensolche angezeigt. |

- Karte mit allen Koordinaten:
- OSM |
- WikiMap